# Arquà Petrarca
Arquà Petrarca este un oraș și comună din nord-estul Italiei, în provincia Padova, regiunea Veneto. În anul 2010 populația estimată a Arquà Petrarca a fost de 1,860 locuitori.

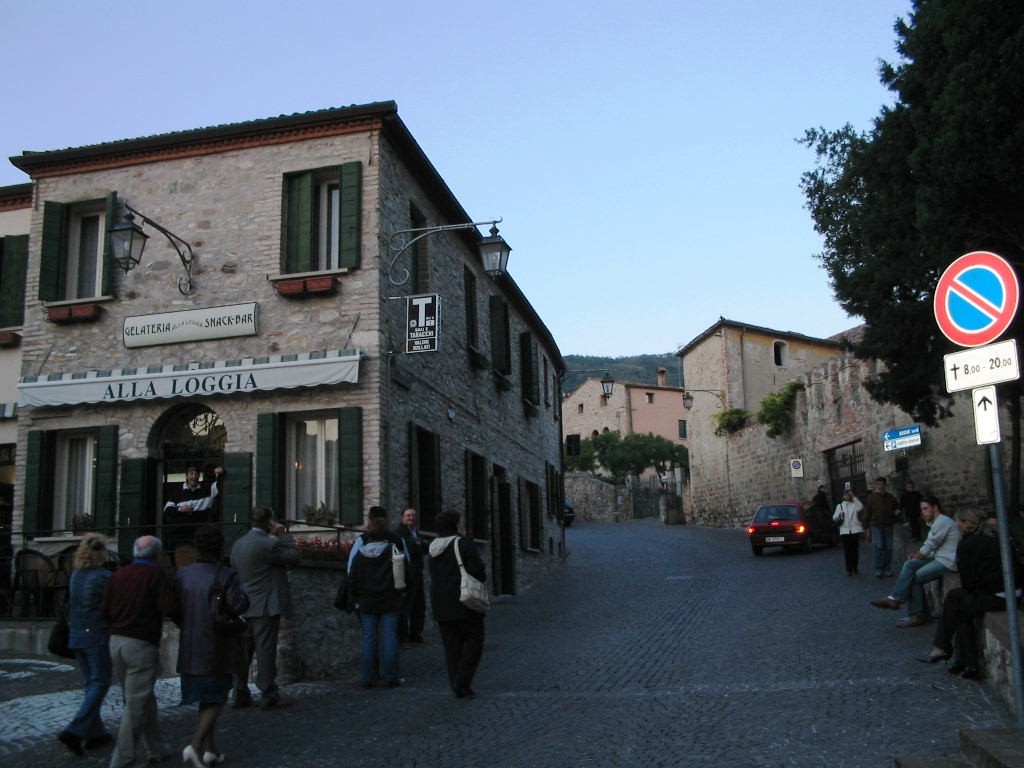
Centrul orașului medieval Arquà Petrarca

Acesta este locul unde poetul Francesco Petrarca a locuit ultimii patru ani ai vieții sale (1370-1374). În 1870, orașul Arquà a adăugat la numele său propriu și numele poetului Petrarca. Casa unde a locuit este acum un muzeu dedicat poetului. În 2004, aniversarea a 700 de ani de nașterea poetului a fost sărbătorită aici, în apropiere de Padova.
Orașul are un aspect medieval. Acesta este situat într-o locație pitorească de pe pante de Monte Ventolone și Calbarina Monte, o parte din dealurile Euganean.
Produsele locale includ măsline, ulei de măsline extravirgin, miere de albine, castane, și ziziphus.

## Demografie
Arquà Petrarca - evoluția demografică

|  | Graficele sunt indisponibile din cauza unor probleme tehnice. Mai multe informații se găsesc la Phabricator și la wiki-ul MediaWiki. |

Date: Recensăminte sau birourile de statistică - grafică realizată de Wikipedia

1. ↑  Superficie di Comuni Province e Regioni italiane al 9 ottobre 2011 (în italiană), Istituto Nazionale di Statistica, accesat în 16 martie 2019